# Park Leśny Witkowice w Krakowie
Użytek ekologiczny „Las w Witkowicach” – użytek ekologiczny w Krakowie, ograniczony w części ulicami: Bibicką, Dożynkową i Witkowicką, od osiedla Witkowice Nowe po granicę gminy Zielonki, wzdłuż części doliny rzeki Bibiczanki.
Budowa geologiczna doliny ukazuje kilka odsłonięć w ścianach dawnych kamieniołomów. Odsłonięcia te umożliwiają także obserwację dyslokacji tektonicznych występujących na tym terenie.

## Użytek ekologiczny
W parku rośnie wiele gatunków drzew i krzewów. Zachowany został fragment lasu grądowego na bardzo urozmaiconym terenie, który od 2010 roku chroniony jest jako użytek ekologiczny "Las w Witkowicach".

## Turystyka i rekreacja
Park pełni funkcję rekreacyjną dla okolicznych mieszkańców. 
W parku utworzone są liczne szlaki rowerowe, szlaki piesze, turystyczne m.in. Twierdzy Kraków. Prowadzą przez wiele mostków nad Bibiczanką.

### Trasy i szlaki rowerowe
Przez park przebiega planowana trasa rowerowa nr 1 od placu Jana Matejki do Bibic w gminie Zielonki (Stare Miasto – pl. Matejki – Warszawska – al. Słowackiego – WT Nowy Kleparz – Prądnicka – Park Kościuszki – Górnickiego – Wądół – Park Leśny Witkowice – granica miasta – Bibice).
Szlaki rowerowe przebiegające przez park:
- żółty szlak rowerowy biegnący przez dolinę Bibiczanki,
- czerwony szlak rowerowy „Gminy Zielonki” – szlak okrężny o długości 37,5 km[8]. Trasa prowadzi przez malownicze tereny pod Krakowem, przecina doliny Prądnika, potoków Korzkiewki i Garliczanki (Naramki)[1].

### Szlaki turystyczne
- pieszo-rowerowy szlak Twierdzy Kraków (oznakowany jako „żółto-czarno-żółty”) – pododcinek pętli północnej od Fortu 47 „Łysa Góra” i Fortu 47a „Węgrzce” przez park leśny do leżącego w zagajniku, na zachodnim stoku wzniesienia nad doliną Bibiczanki Fortu 45a Bibice.

## Galeria

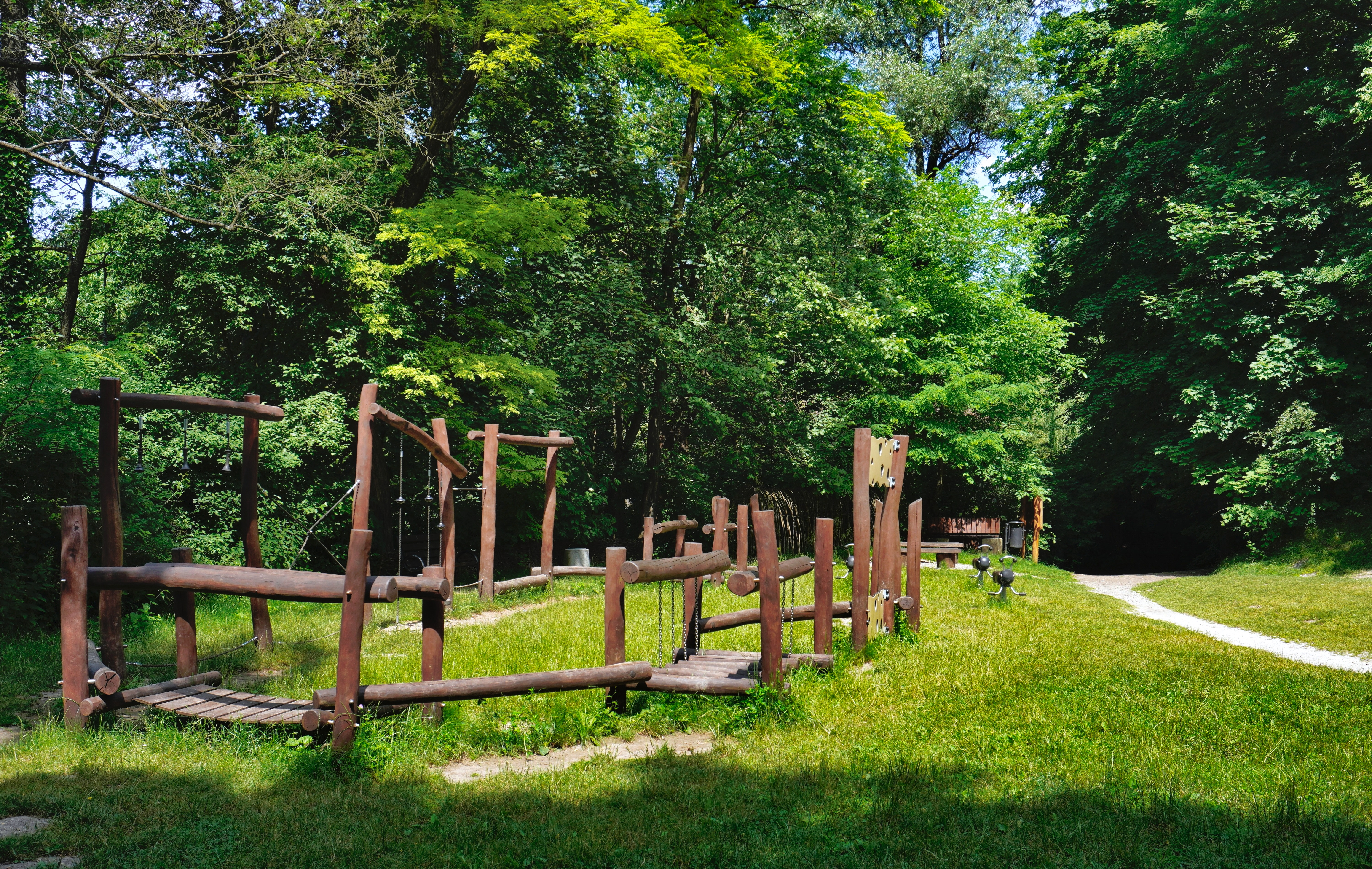
Plac zabaw
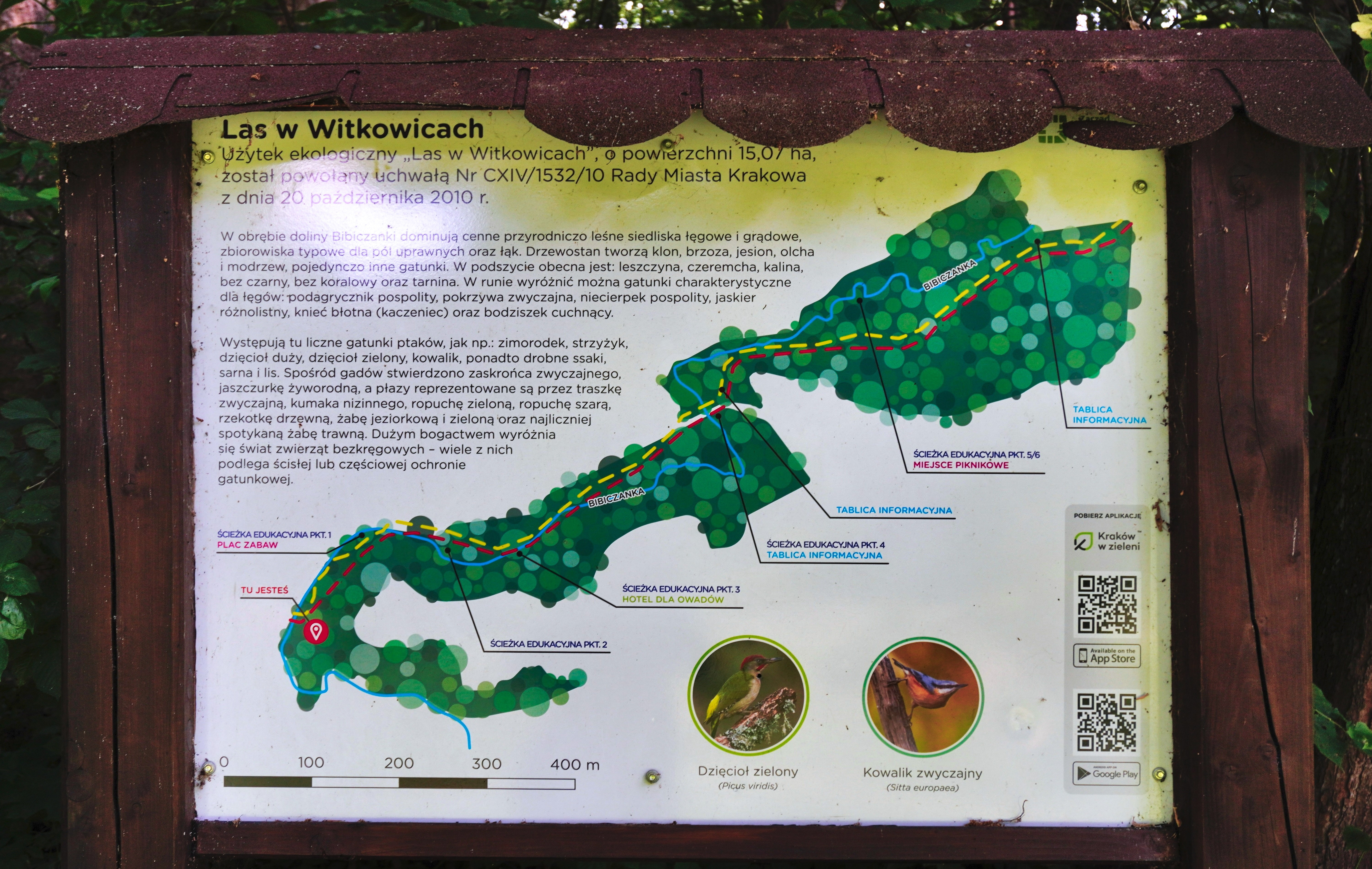
Tablica informacyjna